# Ernst Speidel
Ernst Speidel (* 11. April 1879 in Stuttgart; † 25. September 1957 in Wankendorf, Kreis Plön) war ein deutscher Politiker (NSDAP).

## Leben
Speidel war verheiratet mit Rothraud Amanda Lous aus Klaukendorf/Kreis Allenstein/Ostpreußen (Gutsbesitzer 1850–1919, 855 ha). Sie hatten vier Kinder.
Speidel, der am Ersten Weltkrieg teilnahm (Hauptmann a. D.), war Mitglied der NSDAP (Mitgliedsnummer 151.497) und wurde im Juni 1933 zum Landrat in Lötzen ernannt. Im Oktober 1939 folgte die Ernennung zum Landrat im Landkreis Plöhnen mit Sitz in Plonsk. Auf eigenen Wunsch wurde er im Oktober 1941 in den Ruhestand versetzt.
1933 war er kurzzeitig Mitglied im Provinziallandtag der Provinz Ostpreußen. Speidel trat am 7. Juli 1940 als Abgeordneter in den nationalsozialistischen Reichstag ein, dem er bis zum Ende der NS-Herrschaft im Frühjahr 1945 als Vertreter des Wahlkreises 1 (Ostpreußen) angehörte. In der SS (Mitgliedsnummer 52.254) erreichte er den Rang eines Sturmbannführers.